# Alexander Fu Sheng
Alexander Fu Sheng (Hong Kong, 20 de octubre de 1954 - Hong Kong, 7 de julio de 1983) fue actor de Hong Kong. Falleció en accidente de tráfico el 7 de julio de 1983.

## Filmografía
- Man of Iron (1972)
- Police Force (1973)
- Heroes Two (1974)
- Men from the Monastery (1974)
- Friends (1974)
- Shaolin Martial Arts (1974)
- Na Cha the Great (1974)
- 5 Shaolin Masters (1974)
- Disciples of Shaolin (1975)
- Marco Polo (1975)
- Spiritual Fists (1976)
- Seven Man Army (1976)
- The Shaolin Avengers (1976)
- New Shaolin Boxers (1976)
- Shaolin Temple (1976)
- Bloody Avengers (1976)
- Incredible Kung Fu Brothers (1976)
- Naval Commandos (1977)
- Magnificent Wanderers (1977)
- Brave Archer (1977)
- Chinatown Kid (1977)
- Brother Dragon Tiger (1977)
- The Brave Archer Part 2 (1978)
- Avenging Eagle (1978)
- Heroes Shed No Tears (1978)
- Life Gamble (1979)
- The Deadly Breaking Sword (1979)
- The Proud Twins (1979)
- Heaven and Hell Gate (1979)
- 10 Tigers Of Kwangtung (1979)
- Return of the Sentimental Swordsman (1981)
- Brave Archer Part 3 (1982)
- Legendary Weapons of China (1982)
- Brave Archer and His Mate (1982)
- The Fake Ghost Catchers (1982)
- Cat Vs Rat (1982)
- My Rebellious Son (1982)
- Treasure Hunters (1982)
- Hong Kong Playboys (1983)
- Eight-Diagram Pole Fighter (1983)
- Wits of the Brats (1984)